# 滦州市
滦州市在中国河北省东部，是河北省直辖，唐山市代管的一个县级市。孕育皮影和评剧。其地历史悠久，早在20万年前就有人类于此生息。市人民政府駐滦河街道滦河西路3号。

## 历史沿革
滦州得名于境内的滦河。辽天赞二年（923年），析平州地设滦州，属南京道，辖境相当今河北省滦州、滦南、乐亭等地。辽世宗时以定州义丰县俘户侨置义丰县，为滦州附郭县。北宋末年，金灭辽，宋欲得平、滦之地，即此。金朝属中都路。元朝属永平路。明洪武二年（1369年），省义丰县入滦州。清朝仍属永平府，不辖县。州判驻胡各庄，巡司驻榛子镇。另有刘河口、稻地、开平三镇。晚清时，著名的开滦煤矿即位于开平镇，并因此境内拥有中国最早官方许可建设的铁路——唐胥铁路。民国二年，全国废府州厅改县，改为滦县。2018年9月，经国务院批准，撤销滦县，设立县级滦州市，由唐山市代管。

## 行政区划
滦州市下辖4个街道办事处、10个镇：
滦河街道、古城街道、滦城路街道、响嘡街道、东安各庄镇、雷庄镇、茨榆坨镇、榛子镇、杨柳庄镇、油榨镇、古马镇、小马庄镇、九百户镇和王店子镇。

## 人口
2020年，全国第七次人口普查，滦州常住总人口为52.01万人，其中男性26.52万人，女性25.48万人。与2010年第六次全国人口普查的55.43万人相比，减少了3.42万人，下降6.17%，年平均增长率为-0.64%。

## 交通
- 205国道过境。
- 津山铁路和京哈铁路滦县站，及跨过滦河的京哈铁路大桥。